# باوسانياس (وصي)
باوسانياس (باليونانية: Παυσανίας) هو قائد إسبرطي ووصي على عرش أسرة أجيداي وهو ابن كليومبروتوس وابن أخ ليونيداس بطل معركة ترموبيل وعند ممات الأخير عام 480 ق م أصبح ابنه بليستاروس ملكا ولكنه كان قاصرا فأصبح أخ ليونيداس وهو كيومبروتوس وصيا على العرش وعندما مات في السنة التالية أصبح باوسانياس الوصي.
اشتهر في البداية كقائد لجيوش اليونانية في معركة بلاتيا، وفي عام 478 قبل الميلاد تم تعيينه كأميرال للأسطول اليوناني وقام بهجمات ناجحة على قبرص والشام واحتل بيزنطة من الفرس فأمّن مضيق البوسفور وهو الطريق الذي غزا منه دارا الأول أوروبا، ولكنه دخل في مفاوضات غادرة معه وتقبل اللباس الشرقي وتصرف بعجرفة على اليونانيين تحت إمرته مما زاد الاستياء والشك نحوه.
استدعاه كبار إسبرطة ولم يرسل في أي مهمة بعدها رغم أنه برئ من تهمة التعاطف مع الفرس، وعاد على بيزنطة في سفينة تدعى هيرميوني واحتل المدينة ويظهر انه احتل سيستوس أيضا، ولكن الأثينيين طردوه من المدينتين وكان حلفاء إسبرطة صاحبة السيطرة البحرية قد نقلوا ولاءهم إلى أثينا.
عاش لبعض الوقت في كليوناي قرب طروادة حيث واصل المفاوضات مع أحشويرش ولكته استدعى إلى اسبرطة مجددا وهناك حث العبيد على الثورة، وعندما كادت خطته أن تتم قام عبد سرا بإعطاء دليل عن خطته لكبار اسبرطة، فهرب لاجئا إلى أثينا خاكيويكوس في الاكروبوليس الإسبرطي، حيث سجن هناك وخرج بعد أن بلغ به الجوع مبلغا وحمل إلى الخارج وترك ليموت.
جرائمه ضد الدولة تم الصفح عنها بأن يدفن في الموقع الذي مات فيه وينصب تمثالان برونزيان ويحتفي به وبليونيداس باحتفال سنوي حيث تلقى خطب تمجد انتصاراتهما وكان ما زال يحتفل به عندما أتى الرحالة باوسانياس إلى اسبرطة بعد 6 قرون وتاريخ وفات الوصي في الغالب هو 471 أو 470 ق م، على أنه بعض المؤرخين يؤخرون التاريخ على إحدى المعلومات المشكوك بها بأن باوسانياس حكم بيزنطة لسبع سنوات.